# Hammarland
Hammarland ist eine Gemeinde in der autonomen finnischen Provinz (finnisch: Lääni) Åland. Sie liegt im Zentrum von Ålands Hauptinsel Fasta Åland, angrenzend an die Gemeinden Eckerö im Westen, Finström im Osten und Jomala im Südosten. 
Hammarland hat 1628 Einwohner (Stand 31. Dezember 2022) und nimmt eine Fläche von 140,14 Quadratkilometern ein. Wie auf ganz Åland ist Schwedisch die offizielle Sprache. Hauptsehenswürdigkeit der Gemeinde ist die Kirche von Hammarland, die in der ersten Hälfte des 14. Jahrhunderts errichtet wurde.

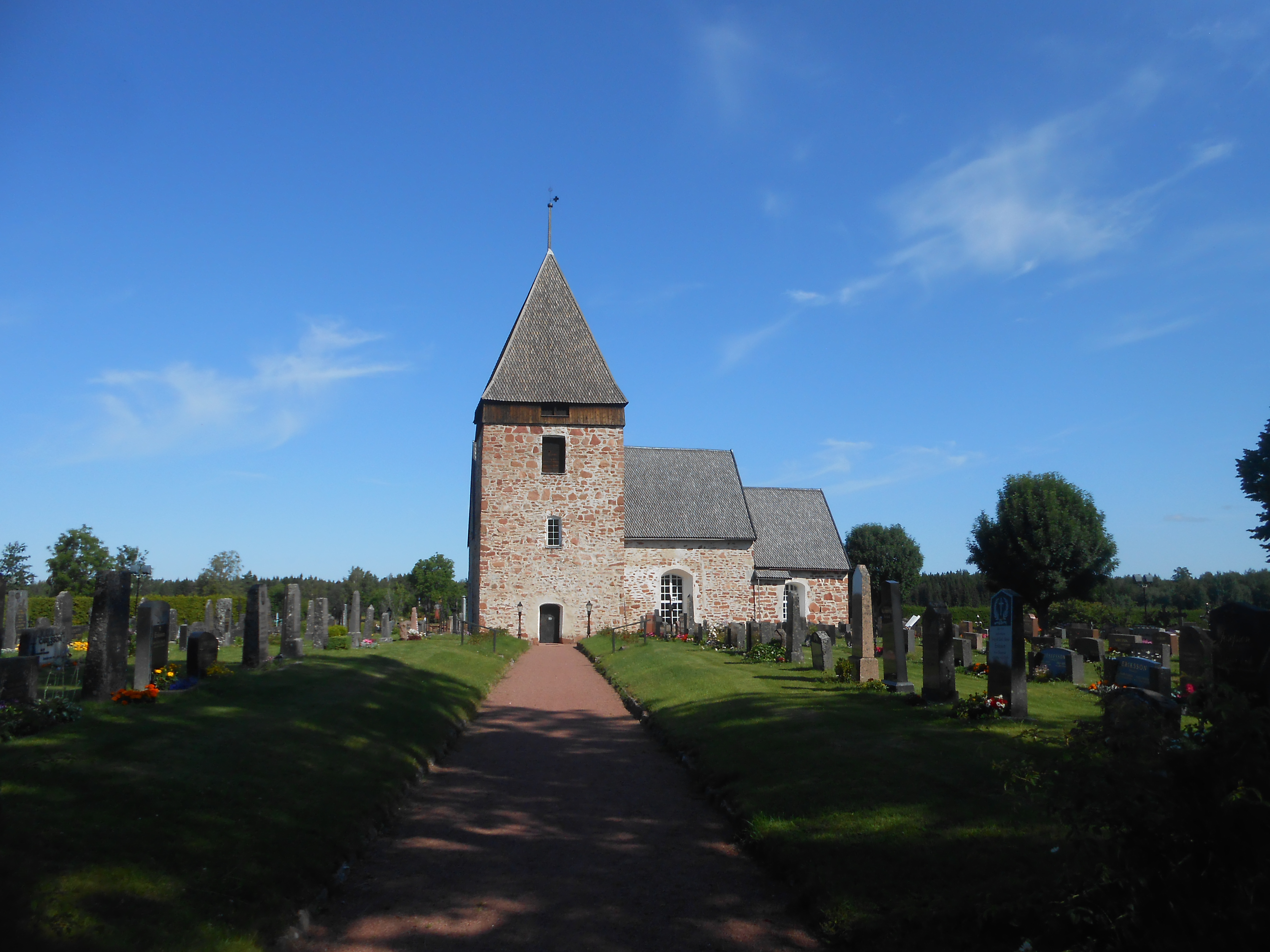
St.-Katharina-Kirche in Hammarland

## Ortschaften
Zur Gemeinde gehören die Orte Boda, Bovik, Bredbolsta, Byttböle, Djäkenböle, Drygsböle, Frebbenby, Hellesby, Kattby, Kråkböle, Lillbolsta, Mörby, Nävsby, Posta, Skarpnåtö, Strömma, Sålis, Torp, Västmyra und Äppelö.
Zur Gemeinde gehört auch der östliche Teil der Insel Märket mit dem westlichsten finnischen Leuchtturm.